# Leslie Kolodziejski
 Leslie Kolodziejski  (* 31. Juli 1958) ist eine US-amerikanische Physikerin und Hochschullehrerin. Sie ist Professorin für Elektrotechnik am Massachusetts Institute of Technology und forscht an der Herstellung neuartiger photonischer Bauelemente nach der Synthese des Materialbestandteils mittels Molekularstrahlepitaxie.

## Leben und Werk
Kolodziejski erwarb an der Purdue University 1983 den Bachelor und 1984 den Master. Sie promovierte 1986 ebenfalls an der Purdue University, wo sie sich mit Molekularstrahlepitaxie befasste. Sie begann 1986 als Assistant Professor in der Abteilung für Elektrotechnik und Computertechnik an der Purdue University und wechselte 1988 an die Fakultät für Elektrotechnik und Informatik des Massachusetts Institute of Technology. 1992 wurde sie zum außerordentlichen Professor und 1999 zum ordentlichen Professor befördert. Ihre Forschung umfasst das Design, die Herstellung und das Testen von photonischen Bauelementen und die Integration von aktiven photonischen Materialien mit CMOS-Elektronik. Sie war Mitglied der Redaktion von Applied Physics Letters und des Journal of Applied Physics. Sie ist Mitglied der Truth Values Community und die Gründerin von Leaders in Life, einer Organisation, die sich für die Förderung von Führungsqualitäten bei weiblichen Doktoranden einsetzt.

## Veröffentlichungen (Auswahl)
- Magden, Emir Salih; Li, Nanxi; Raval, Manan; Poulton, Christopher V.; Ruocco, Alfonso; Singh, Neetesh; Vermeulen, Diedrik; Ippen, Erich P.; Kolodziejski, Leslie A.; Watts, Michael R.: Transmissive silicon photonic dichroic filters with spectrally selective waveguides". Nature Communications. 9, 2018
- Kolodziejski, L. A.; Bonsett, T. C.; Gunshor, R. L.; Datta, S.; Bylsma, R. B.; Becker, W. M.; Otsuka, N.: "Molecular beam epitaxy of diluted magnetic semiconductor (Cd1−xMnxTe) superlattices". Applied Physics Letters. 45 (4): 440–442, 1984

## Auszeichnungen (Auswahl)
- 2009: Capers and Marion McDonald Award for Excellence in Mentoring and Advising, School of Engineerin
- 2011: Fellow of The Optical Society
- 2015: Preis der Alfred P. Sloan Foundation
- Faculty Ambassador Award
- Young Investigator Award, Office of Naval Research
- Presidential Young Investigator Award, National Science Foundation